# Maledictus
Maledictus se refiere a una persona que se transforma en algún animal es una rama de la magia no muy estudiada muy pocas personas lo hacen